# Krios
Krios či Kreios (starořecky Κριός/Κρεῖος, latinsky Crius) je v řecké mytologii jeden z titánů první generace. Na rozdíl od většiny svých bratrů s výjimkou Iapeta si nevzal za ženu svou vlastní sestru, ale svou nevlastní sestru Eurybii, dceru Ponta a Gaie. Většina zdrojů se shoduje v tom že byl synem Úrana a Gaie, stejně jako ostatní titáni první generace: Ókeanos a Téthys, Koios a Foibé, Hyperión a Theia, Iapetos, Themis, Mnémosyné a nejmladší Kronos a Rheia. V Homérově díle však existují náznaky podání podle kterého byli Titáni dětmi Ókeana a Téthydy. S Eurybií pak zplodil Astraia, Pallanta a Persa. Pallás je v homérském hymnu na Herma uváděn jako syn Megaméda, což může být další jméno Kria. Krios se zapojil se na straně Titánů do desetileté války proti olympským bohům - Titánomachie. Poté, co vůdce olympských bohů Zeus na radu Gaii osvobodil kyklopy a storuké obry hekatoncheiry, byli titáni poraženi a Kríos byl s ostatními svržen do věčné tmy Tartaru.
Krios je také jedním ze tří titánů kteří se objevují v epizodě „Titáni“ seriálu Xena.